# Klasztor Klarysek w Bydgoszczy

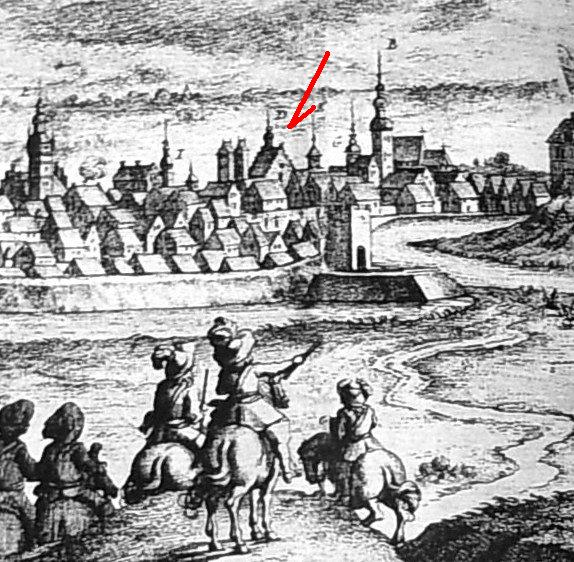
Fragment sztychu Bydgoszczy wykonanego przez Erika Dahlbergha w 1657 roku. Wskazany strzałką jest kościół mariacki karmelitów. Na prawo od niego kościół Klarysek, a między nimi dwie wieże Bramy Gdańskiej. Na pierwszym planie znajduje się Brama Kujawska, a po lewej wieża ratuszowa.

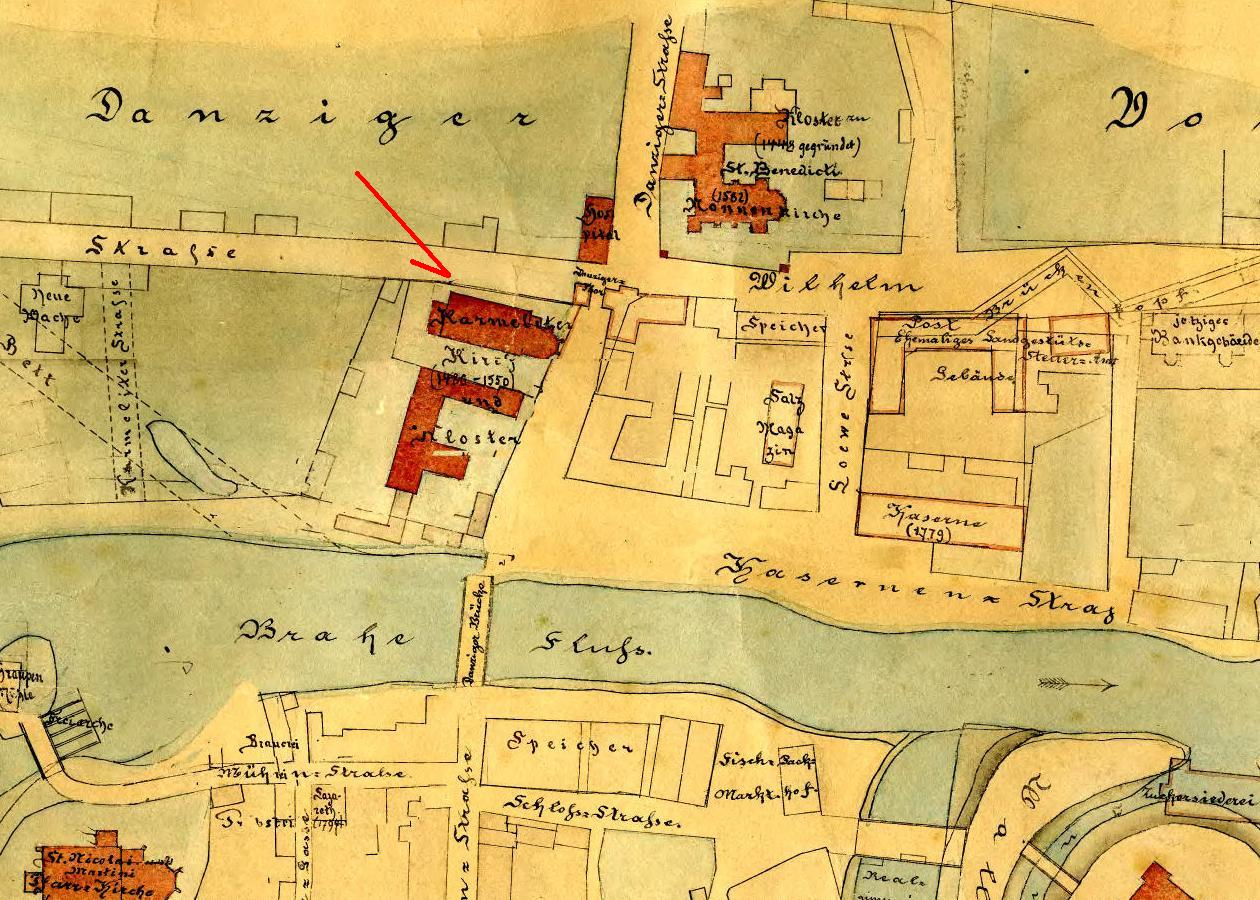
Plan klasztoru z XVI–XVIII w. – rekonstrukcja Gustawa Reicherta i Emila Schulza z 1890 roku. Wskazany strzałką jest kościół karmelicki pw. Najświętszej Marii Panny. Klasztor i kościół sióstr Klarysek znajdują się u góry mapki.

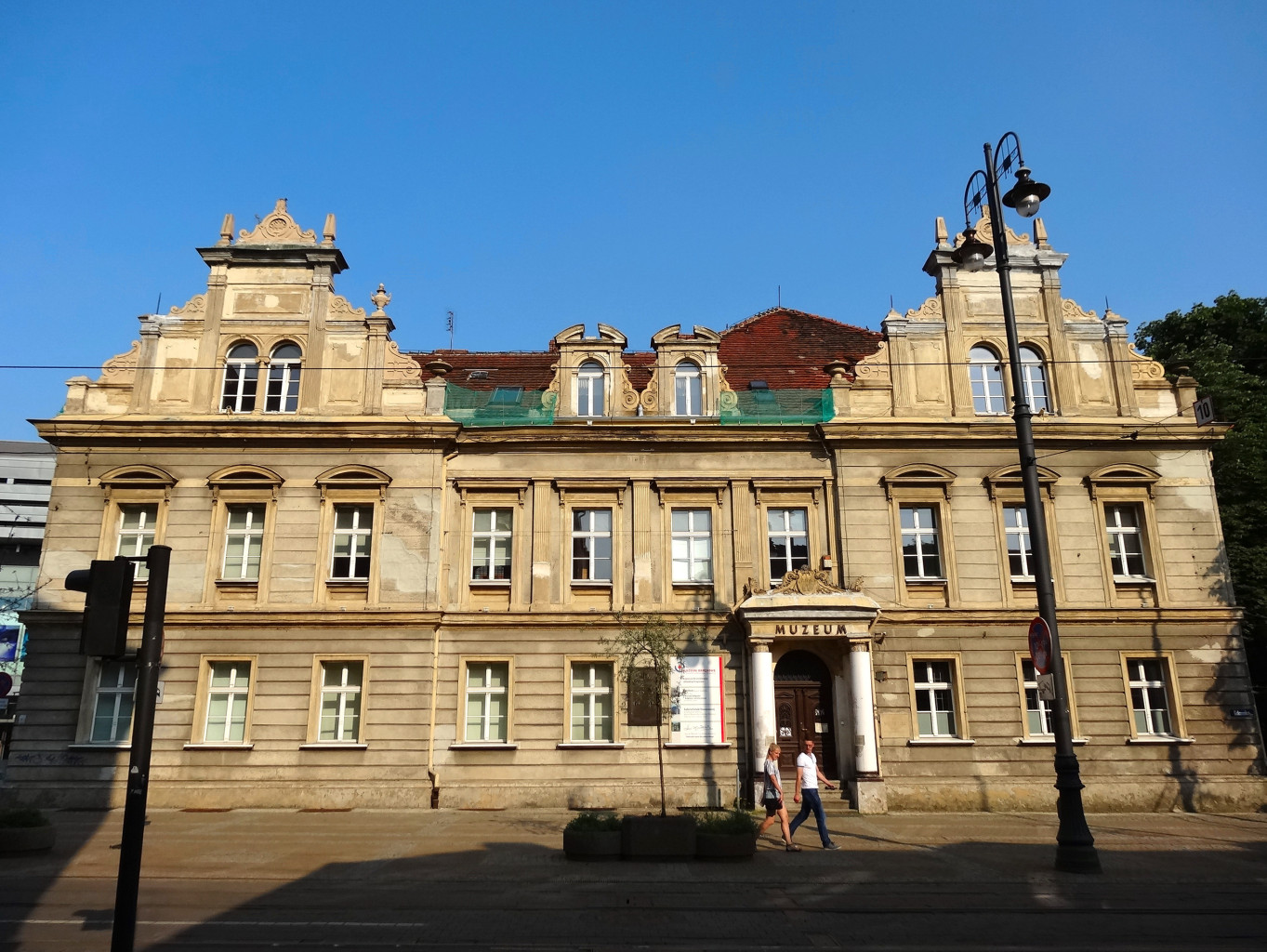
Przebudowana w 1878 roku fasada dawnego budynku klasztornego klarysek (obecnie Muzeum Okręgowe w Bydgoszczy)

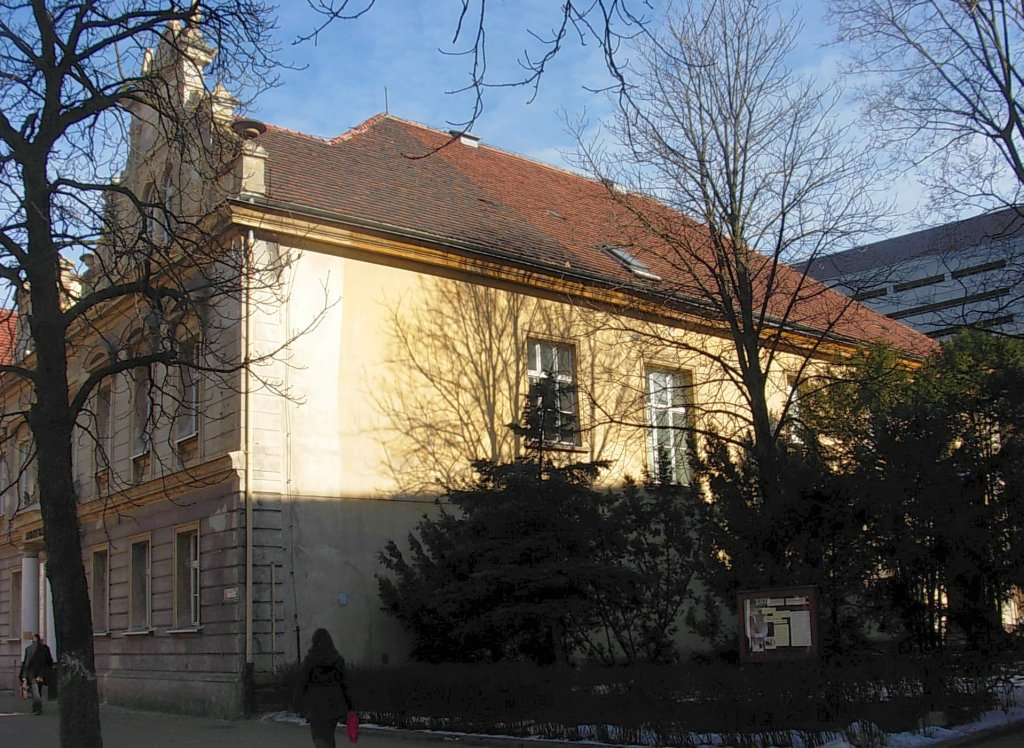
Dawny budynek klasztorny z widoczną przebudowaną fasadą

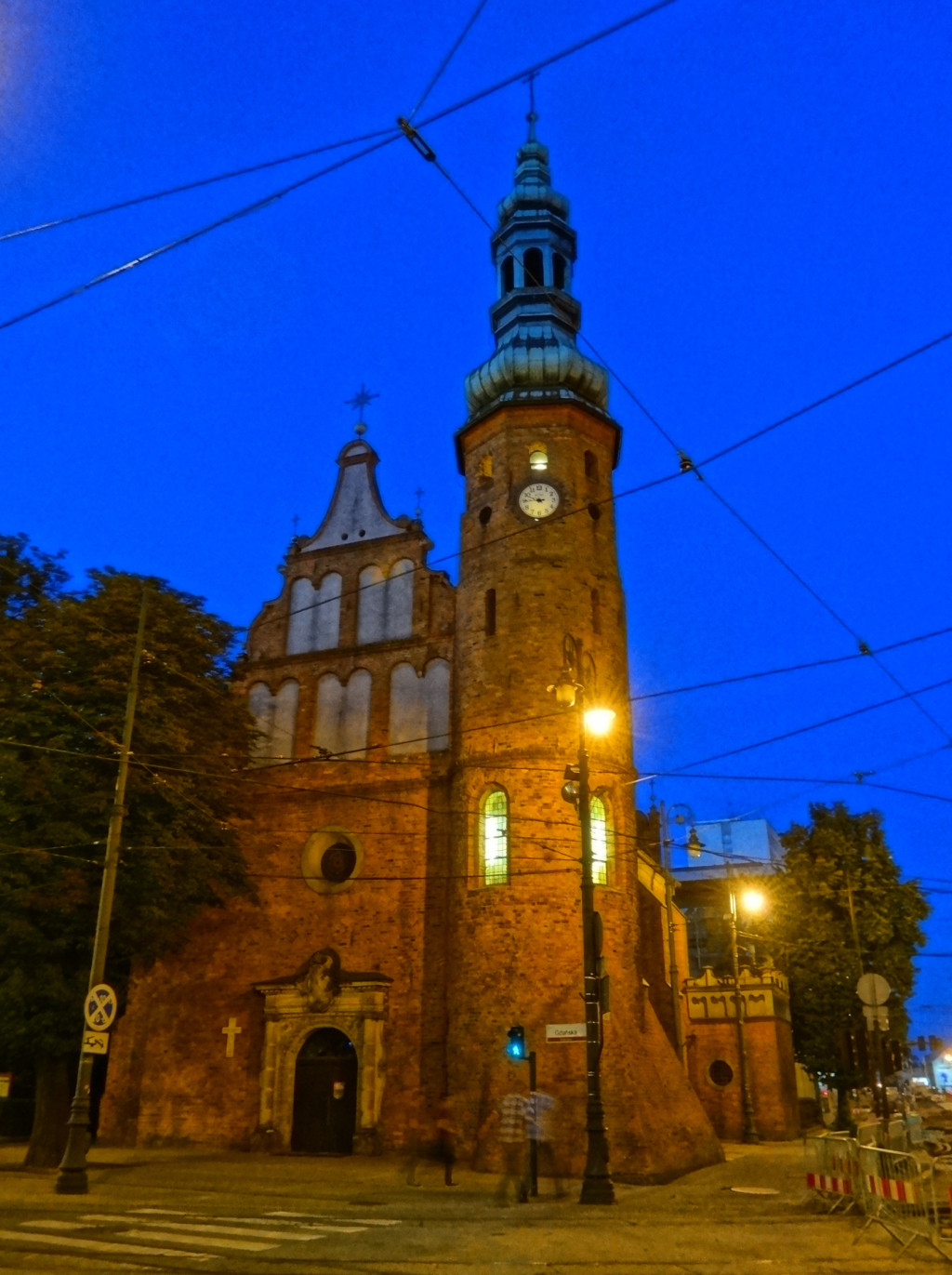
Kościół o zmierzchu

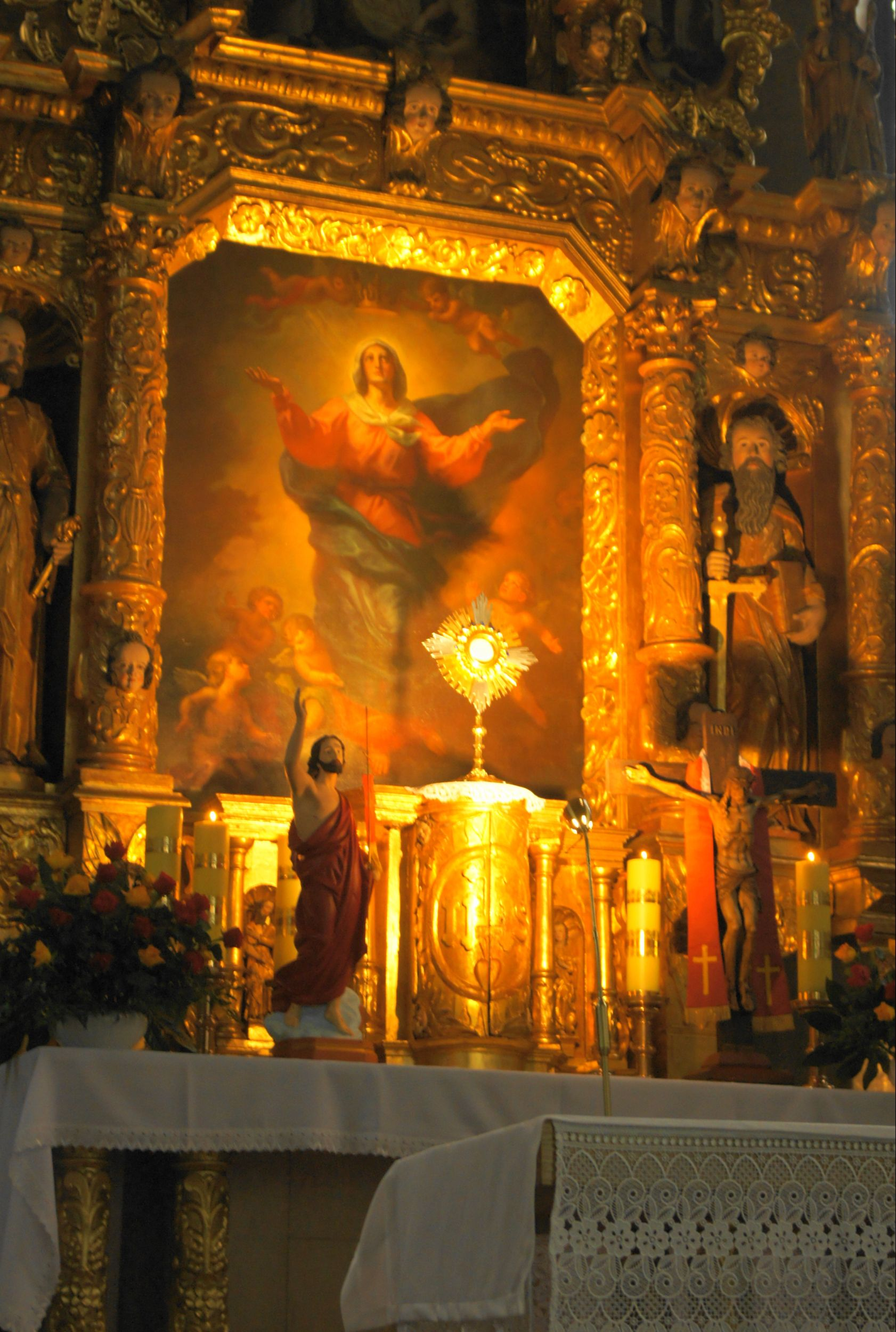
Ołtarz główny z obrazem „Wniebowzięcie Najświętszej Marii Panny”

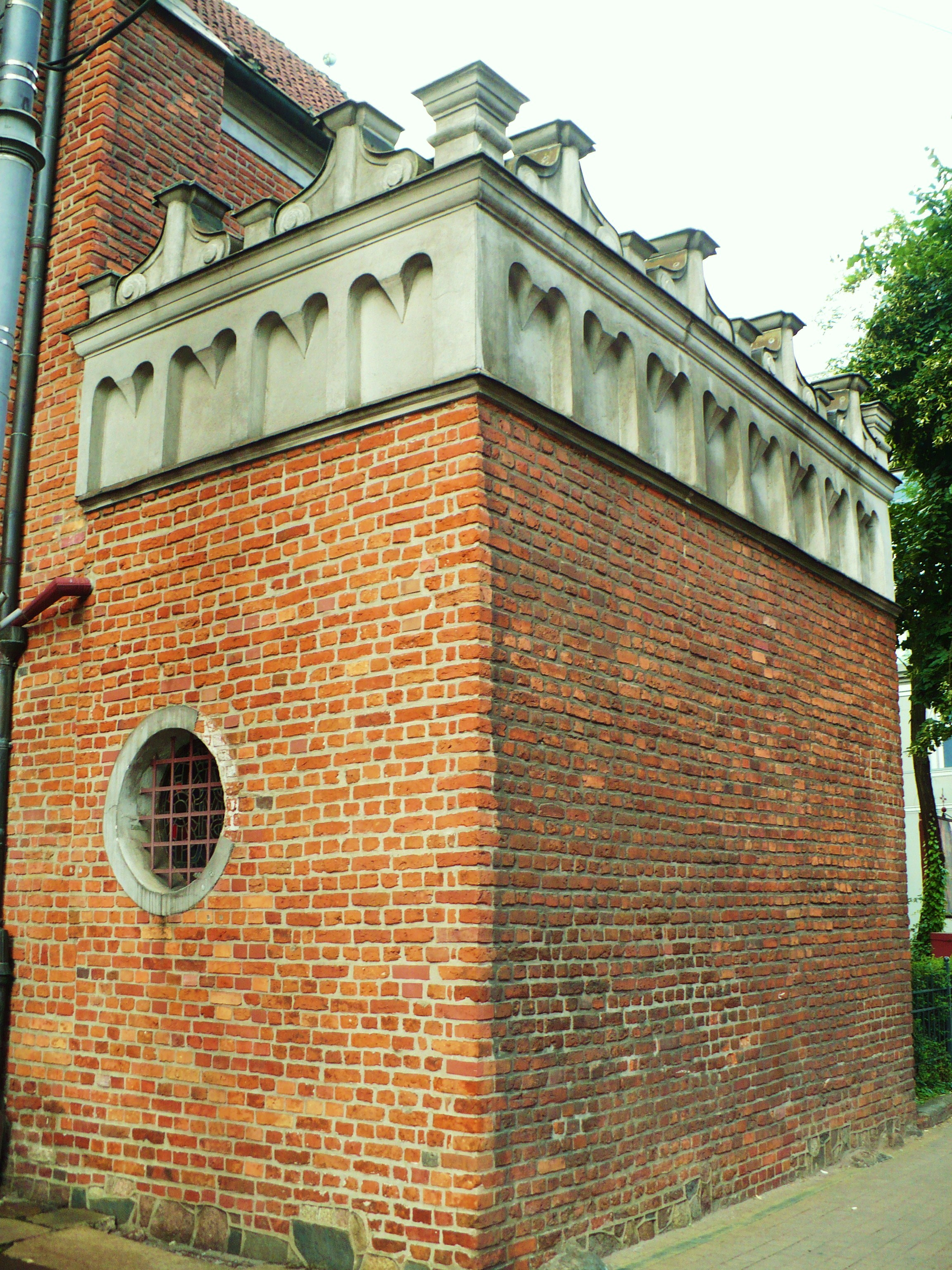
Kaplica kapłańska Wojciecha Łochowskiego (1646)

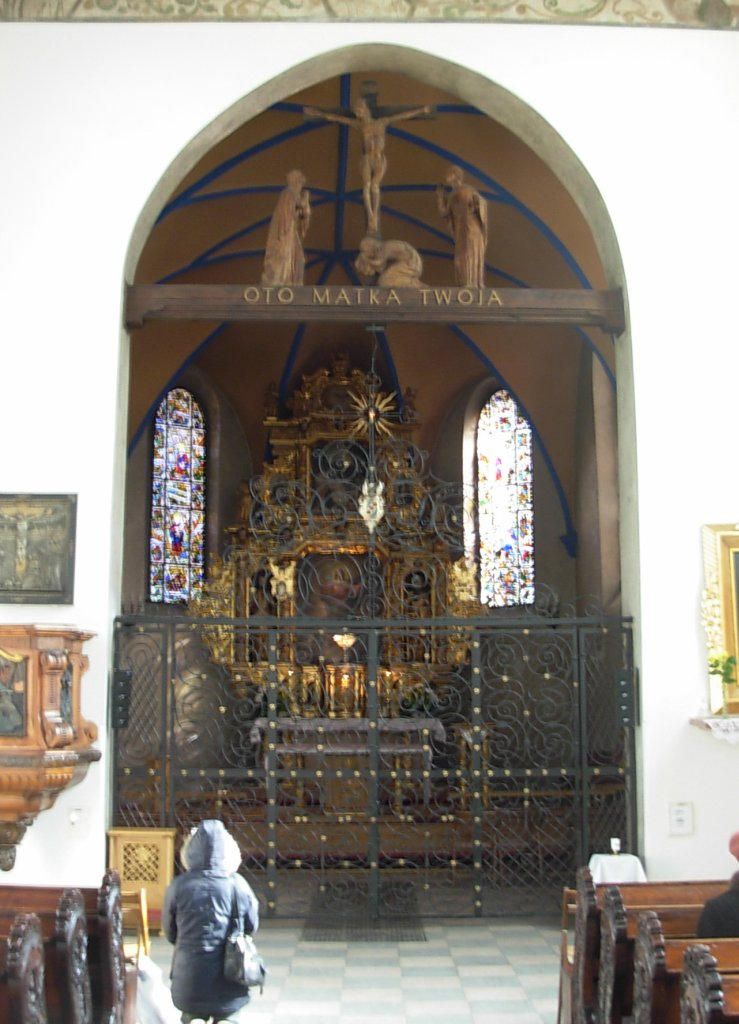
Krata w łuku tęczowym

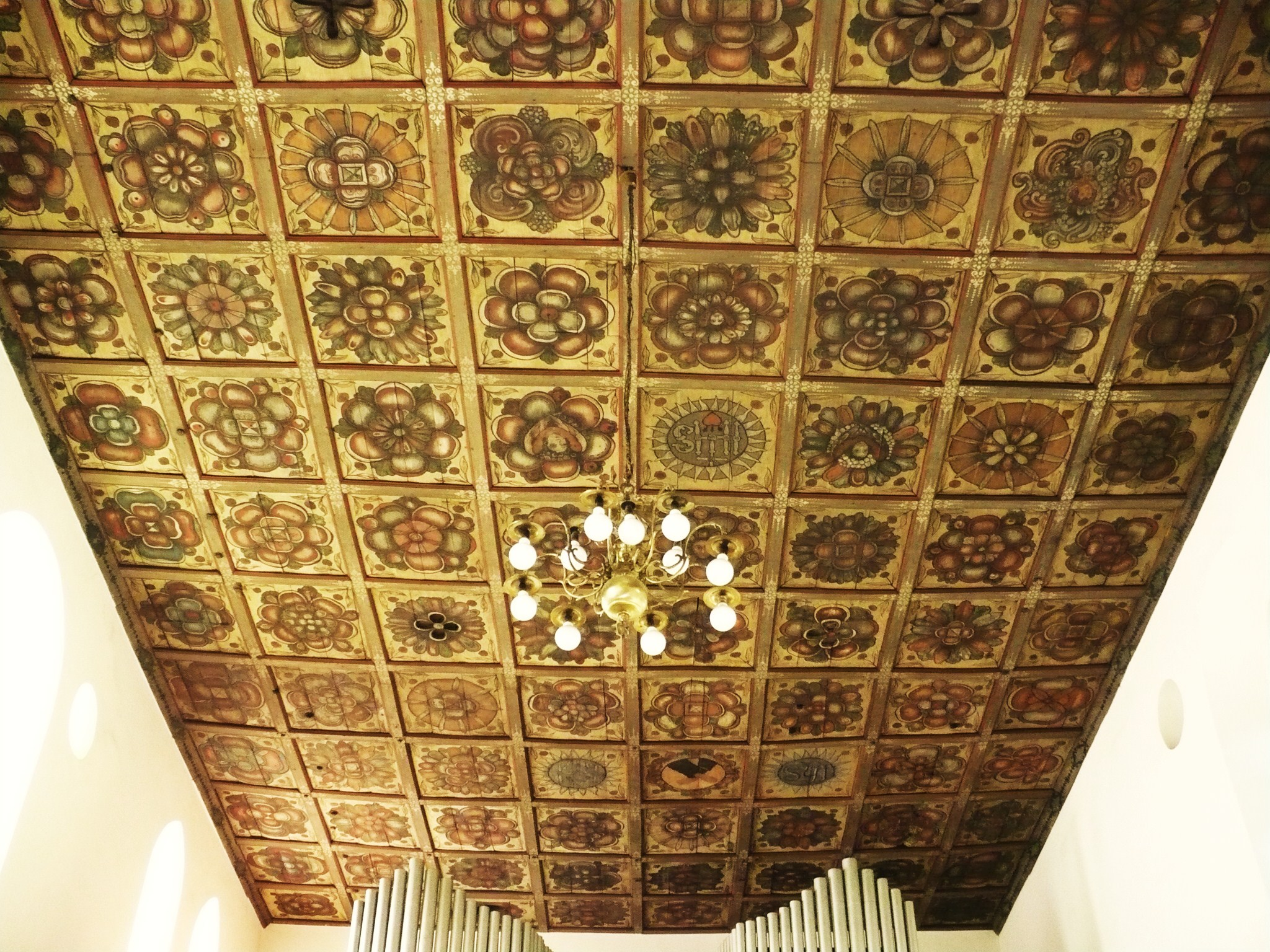
Polichromowany strop nawy z XVII wieku

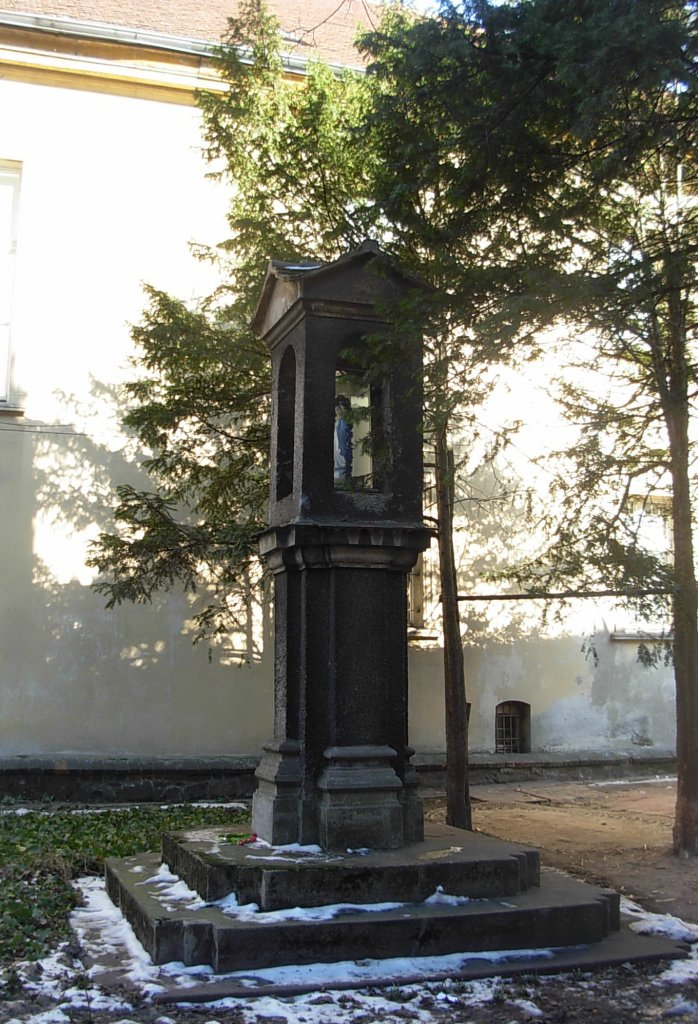
Kapliczka między dawnym kościołem i klasztorem klarysek

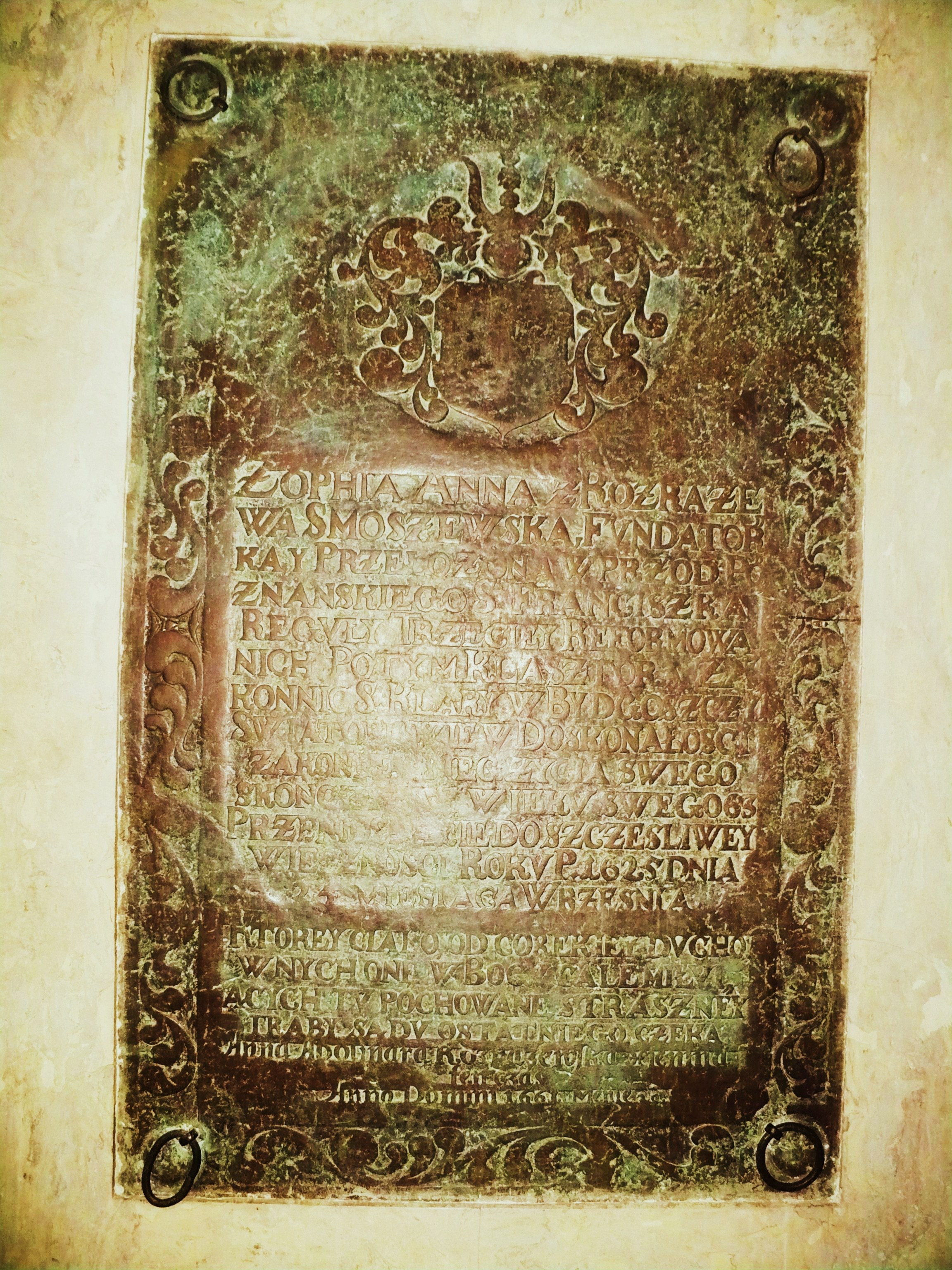
Epitafium ksieni Zofii Smoszewskiej

Klasztor Klarysek w Bydgoszczy – konwent klarysek w zakonnej prowincji polskiej, od 1628 roku w prowincji wielkopolskiej, istniejący w latach 1615–1835 w Bydgoszczy. Do chwili obecnej zachował się kościół konwentualny (obecnie kościół rektorski kapucynów) oraz fragment zabudowań klasztornych, w latach 1837–1937 mieszczący szpital miejski, a od 1945 roku w gestii Muzeum Okręgowego w Bydgoszczy.

## Historia

### Bernardynki w Bydgoszczy
Ulokowanie w Bydgoszczy konwentu klarysek poprzedziło powstanie 120 lat wcześniej żeńskiej zakonnej wspólnoty, nazywanej bernardynkami, związanej z klasztorem bernardynów bydgoskich. Początki tej wspólnoty miały miejsce w końcu XV wieku, niedługo po fundacji bydgoskiego klasztoru bernardynów w 1480 roku Wiadomości o kongregacji bydgoskiej są bardzo skąpe. Wiadomo, że siostry ślubowały posłuszeństwo i czystość, natomiast nie składały ślubu ubóstwa, czego dowodem jest fakt testamentarnej darowizny na rzecz bernardynów w 1553 roku przez siostrę Emerencjanę.
Istniały wątpliwości, komu siostry podlegają, czy jak wszędzie przełożonym bernardynów, czy też miejscowemu biskupowi. W tej sprawie zachował się zapis w kronice bydgoskich bernardynów z 1590 roku: „Ks. Sabastian Paulinus, proboszcz i oficjał bydgoski, zaczął dokuczać zakonnicom III Zakonu w Bydgoszczy, które w tym czasie były jeszcze w małej liczbie, obłożył je cenzurami kościelnymi z powodu zaległości w płaceniu pewnego podatku z domu, w którym mieszkały, ale został zganiony przez Hannibala z Kapui, nuncjusza apostolskiego w Polsce”. Z kontekstu wynika, że skargę do nuncjatury w obronie sióstr wnieśli bernardyni, a nuncjusz wziął zakonnice wyraźnie w obronę i ostrzegł oficjała, że użyje wobec niego całej swej władzy, jeżeli będzie w dalszym ciągu niepokoił zakonnice, które przecież nie należą do jego jurysdykcji. Siostry mieszkały w domu znajdującym się naprzeciw kościoła św. Idziego, znajdującego się w pobliżu kościoła bernardynów, a do którego chodziły na nabożeństwa. Niektóre z zakonnic zostały pochowane w kryptach kościoła bernardynów.

### Fundacja klasztoru
Inicjatorami osadzenia klarysek w Bydgoszczy byli: Zofia z Potulic Czarnkowska (wojewodzina kaliska), Andrzej Rozdrażewski (nie pełniący funkcji publicznych właściciel wsi Smarzykowo i Królikowo) i Kasper Zebrzydowski z Więcborka (kasztelan kaliski), którzy w 1614 roku zwrócili się do biskupa włocławskiego Wawrzyńca Gembickiego i króla Zygmunta III Wazy z prośbą o zezwolenie na założenie klasztoru klarysek w Bydgoszczy. Starania podjęte w tym kierunku popierał też znany z klerykalnych przekonań, ówczesny starosta bydgoski Maciej Smogulecki. Fundatorzy zaproponowali, by pierwszą ksienią klasztoru została siostra Andrzeja Rozdrażewskiego – Anna z Rozdrażewskich Smoszewska, która była już poprzednio przełożoną bernardynek poznańskich.
4 listopada 1614 roku odbyło się w klasztorze karmelitów bydgoskich spotkanie organizacyjne, w którym uczestniczyli biskup kujawski Wawrzyniec Gembicki, kasztelan śremski Piotr Czarnkowski, starosta bydgoski Maciej Smogulecki oraz kanonicy włocławscy i kruszwiccy. Korespondencję w sprawie założenia klasztoru prowadzili w imieniu Zofii Smoszewskiej bernardyni. 29 marca 1614 roku kardynał Borghese zezwolił na utworzenie klasztoru pismem datowanym z Rzymu do nuncjusza papieskiego przy dworze króla Zygmunta III Wazy, który z kolei przystąpił do powołania do życia klasztoru klarysek w Bydgoszczy.
Początkowo ustalono, że klasztor zostanie zbudowany w pobliżu kościoła Św. Idziego, gdzie okoliczne domy zamieszkiwały uprzednio bernardynki bydgoskie. Jeden z domów zakupił Andrzej Rozdrażewski, a pozostałe trzy stanowiące własność proboszcza bydgoskiego, wydzierżawił oraz zakupił z własnych pieniędzy wszystko, co było potrzebne do egzystancji zakonnicom. Rolę świątyni konwentualnej spełniał kościół św. Idziego.
15 maja 1615 roku, papież Paweł V potwierdził fundację klasztoru klarysek bydgoskich i mianował pierwszą ich przełożoną Annę z Rozdrażewa Smoszewską. Jako fundator klasztoru wymieniony został Andrzej Rozdrażewski oraz jego krewni. W dokumencie erekcyjnym papież zobowiązał fundatorów do zbudowania klasztoru wraz z przylegającym do niego kościołem. Ustalił równocześnie, że klasztor winien być wyposażony dla 12 zakonnic oraz zwrócił uwagę na konieczność odpowiedniego zabezpieczenia klauzury. Bydgoski konwent obowiązywały od tego momentu wszystkie ustawy i przywileje nadane przez stolicę apostolską klasztorom reguły św. Klary.
Pierwsze klaryski, tj. Zofia Anna z Rozdrażewa Smoszewska i dwie jej towarzyszki przybyły do Bydgoszczy z Poznania w dzień św. Małgorzaty, 13 lipca 1615 roku. Zakonnice zatrzymały się w zabudowaniach przy kościele św. Idziego. W kwietniu 1616 roku, ówczesny burmistrz Bydgoszczy Jan Piekarski i rada miejska ofiarowali klaryskom dwa domy z ogrodami, położone naprzeciw kościoła św. Ducha, co zainicjowało budowę klasztoru na przedmieściu Gdańskim. Budowa postępowała tak szybko, że już 11 listopada 1618 roku siostry zakonne w asyście trzech komisarzy biskupa Pawła Wołuckiego przeniosły się do nowej siedziby. Był to wówczas wolnostojący, piętrowy budynek po północnej stronie kościoła Św. Ducha, ustawiony szczytem do ul. Gdańskiej, pokryty dachówką ceramiczną (przełożoną w 1730 roku). W tym czasie do świątyni Św. Ducha zaczęto dobudowywać nawę i w ten sposób dawny kościół szpitalny stał się prezbiterium kościoła konwentualnego Klarysek.
24 kwietnia 1619 roku, biskup Paweł Wołucki otrzymał od rady miejskiej prawo patronatu do kościoła Św. Ducha i kościoła klasztornego oraz oficjalnie potwierdził ich przenosiny do murowanego budynku na przedmieściu Gdańskim. Być może prace budowlane polegały na rozbudowie istniejących już obiektów, gdyż w budynku klasztornym (ob. Muzeum Okręgowym) znaleziono tablicę z datą 1593 roku

### Uposażenie klasztoru
U podstaw uposażenia konwentu bydgoskiego legły zapisy osób prywatnych spośród patrycjatu bydgoskiego i okolicznej szlachty, jak też magistratu Bydgoszczy. Głównym donatorem wymienionym w brewe papieskim był Andrzej Rozdrażewski wraz ze swoimi krewnymi. Poważne sumy na uposażenie klasztoru przedłożyli ponadto Zofia Potulicka, żona Andrzeja Czarnkowskiego wojewody kaliskiego oraz Kacper Zebrzydowski z Więcborka, jej krewny z linii ojcowskiej.
Budowa od 1616 roku klasztoru i dobudowanie nawy do kaplicy Św. Ducha wymagało dużych nakładów finansowych, tym bardziej, że zamierzenia te zrealizowano w stosunkowo krótkim czasie. Nic też dziwnego, że od roku 1615 w dokumentach występowały najrozmaitsze legacje na rzecz klasztoru i kościoła. Zapisy czyniły nie tylko osoby prywatne, ale i Rada Miejska, która wskutek darowizn zainicjowała przeniesienie siedziby klarysek z przedmieścia Kujawskiego na przedmieście Gdańskie.
W XVII–XVIII wieku kolejni prywatni fundatorzy powiększali stan posiadania konwentu oraz upiększali świątynię konwentualną. W 1636 roku. Anna Modlibogowa z Kruszyna ufundowała wielki ołtarz kościoła, a w 1646 roku, powstała kaplica kapłańska ufundowana przez burmistrza Bydgoszczy – Wojciecha Łochowskiego.
W roku 1730 wstąpiła do zakonu wdowa Helena Zkoraczewska Złotnicka, szczególnie zasłużona dla klasztoru. Ofiarowała ona klasztorowi znaczną część swoich majętności, co umożliwiło liczne inwestycje, m.in. przełożenie dachówki nad refektarzem dolnym i górnym oraz remont wszystkich okien w kościele. Odrestaurowano także dworek spowiednika, zabudowania gospodarcze, założono lampę wieczną, zegar w refektarzu i pozytyw na chórze.
W skład majątku klasztoru wchodziły grunty orne, m.in. w Czarnkowie, Złotnikach Kujawskich i w Mochlu. Nieruchomości klasztorne na przedmieściu Bydgoszczy obejmowały obszar między dzisiejszymi ulicami: Gdańską, Jagiellońską, Konarskiego i placem Wolności. Na tym obszarze znajdował się m.in. ogród klasztorny ze stawami rybnymi, w XIX wieku przekształcony w park regencyjny, a po 1920 roku, w park im. Kazimierza Wielkiego.

### Kościół i zabudowania klasztorne
Kościół i klasztor reguły św. Klary w Bydgoszczy zbudowano na Przedmieściu Gdańskim, na północ od Bramy Gdańskiej, przy drodze prowadzącej do Myślęcinka. Zlokalizowanie tych budowli poza murami miejskimi, podobnie jak i wcześniej powstałych klasztorów Karmelitów (1397) i Bernardynów (1480), odpowiada powszechnym wówczas tendencjom w zakresie sytuowania klasztorów, szpitali i przytułków. Klasztory kontemplacyjne wymagały odosobnienia i pewnej izolacji od gwarnych skupisk ludzkich, a jednocześnie stanowiły rodzaj fortów przed murami miejskimi.
Jedyny dokładny opis kościoła i klasztoru oraz wszystkich dóbr historycznych zakonu klarysek w Bydgoszczy pochodzi z wizytacji generalnej, przeprowadzonej w 1760 roku. W protokołach wizytacyjnych z innych lat nie ma dokładniejszych opisów kościoła i klasztoru. Protokół z wizyty, spisany na 72 stronach, znajduje się w Archiwum Archidiecezjalnym w Gnieźnie. Wynika z niego, że kościół otaczał cmentarz, otoczony parkanem, w którym umieszczona była brama oraz dwie furtki. Na cmentarzu znajdowała się drewniana dzwonnica, w której zawieszony był dzwon nazwany imieniem św. Marcina Biskupa. W latach 1683–1696 poświęcono nowe dzwony cmentarne oraz nowy krucyfiks w przedsionku klasztornym.

### Kościół
W miejscu, gdzie wzniesiono kościół klarysek, pierwotnie znajdował się kościół drewniany pod wezwaniem Św. Ducha, ufundowany przez obywateli miasta w 1448 roku, a erygowany przez archidiakona włocławskiego w roku 1449. Obok niego zbudowano przytułek dla starców, chorych i ubogich, tak że kościół spełniał zapewne funkcję kaplicy przyszpitalnej. Kościół drewniany spełniał swoją funkcję przez około 100 lat, zaś od 1522 roku rozpoczęto zbiórkę funduszy na wystawienie kościoła murowanego. Jego budowę zaczęto w 1582 roku sumptem ofiarodawców: Grzegorza Graczy i Stanisława Diabelca. Budowę obiektu, który miał charakter niedużej kaplicy zakończono najpóźniej w 1602 roku.
W 1616 roku do kościoła od strony zachodniej rozpoczęto dobudowę większej od niego nawy. W 1636 roku kościół otrzymał ołtarz wielki. Prace wykończeniowe przy jego budowie trwały jeszcze przez szereg lat. Oficjalna konsekracja rozbudowanego kościoła św. Ducha odbyła się 21 września 1645 roku i wówczas dodano mu patronów: św. Wojciecha, św. Klarę, św. Barbarę.
W roku 1646 bryłę kościoła wzbogaciła kaplica kapłańska, ufundowana przez burmistrza Wojciecha Łochowskiego z kryptą przeznaczoną dla zakonnic. Powstały też nowe elementy we wnętrzu kościoła: w 1651 roku krata żelazna oddzielająca prezbiterium od nawy, a w 1661 roku tablica nagrobna założycielki, Anny z Rozdrażewa Smoszewskiej.
Strategiczne położenie klasztoru i kościoła przy drodze prowadzącej od północy w kierunku klasztoru Karmelitów i dalej przez most do miasta spowodowało, że w latach 40. XVII wieku, w południowo-zachodnim narożu nawy dostawiono kilkukondygnacyjną wieżę, zwieńczoną barokowym hełmem. Posiadała ona w dolnej kondygnacji otwory strzelnicze dostosowane do używanej w tamtym okresie broni palnej. W 1746 roku wzniesiono dodatkowo nieistniejącą dzisiaj kruchtę kościelną, z dwoma wejściami.
W 1760 roku odnotowano, że kościół był cały murowany i pokryty dachówką polską. Przylegały do niego dwie zakrystie: kapłańska i panieńska oraz kruchta kościelna i wieża nakryta kopułą. Na wieży zawieszone były dwa srebrne dzwony i sygnaturka. W świątyni znajdowały się dwie empory: chór wielki przy wejściu do kościoła oraz mniejszy nad zakrystią panieńską.
W prezbiterium znajdował się duży, pozłacany ołtarz z dwoma obrazami: Koronacji Najświętszej Marii Panny (dolny) i św. Franciszka z Asyżu (górny). Poza tym w kościele znajdowało się siedem bocznych ołtarzy: św. Urszuli, św. Ducha, św. Katarzyny, Najświętszej Marii Panny Częstochowskiej, św. Aniołów Stróżów, św. Józefa oraz św. Antoniego.
Na ścianach kościoła znajdowały się 34 obrazy. Posadzka w prezbiterium była kamienna, a w nawie ceglana. Przy stopniach wielkiego ołtarza umieszczono dwa groby: pierwszej przełożonej Zofii Smoszewskiej oraz grób jej siostrzenicy Rozdrażewskiej. Pod ołtarzem św. Katarzyny znajdowała się krypta, gdzie chowano ksienie klasztorne, a pod zakrystią kapłańską grobowce dla pozostałych zakonnic.
Wyposażenie kościele obejmowało m.in.: dzwonki, mszały, książki, monstrancje, kielichy, ampułki, krzyże, lichtarze, lampy, sukienki, wota, ornaty, kapy, namioty, materiały, alby, komże i pasy.
Kościół Klarysek (obecnie pod wezwaniem Wniebowzięcia Najświętszej Marii Panny) zachował się do czasów dzisiejszych jako wydłużona budowla jednonawowa, z trójbocznie zamkniętym prezbiterium, do którego przylega zakrystia i kaplica. Kościół ten w harmonijny sposób łączy elementy trzech stylów: gotyku, renesansu i baroku.

### Klasztor
Pierwsza część zabudowań klasztornych jak wynika ze źródeł, powstała w latach 1616–1618, na północ od kościoła Św. Ducha. Dotyczy to południowego skrzydła klasztoru, natomiast dalsza rozbudowa nastąpiła w latach późniejszych. Brak planów i przekazów, mówiących o układzie przestrzennym, utrudnia odtworzenie pierwotnego wyglądu klasztoru. Opis pomieszczeń klasztornych znajduje się w protokole wizytacji generalnej przeprowadzonej w 1760 roku, a jedyny zachowany plan budynku klasztornego pochodzi z drugiej połowy XIX w. i przedstawia wnętrze dostosowane do lecznictwa szpitalnego
Budynek klasztorny miał dwie kondygnacje. Najpierw pobudowano podpiwniczony budynek główny (9 × 26 m), który usytuowany był szczytem do drogi prowadzącej do Myślęcinka (ul. Gdańskiej). W fasadzie klasztoru znajdowała się na północno-zachodnim narożu wieża flankująca, zbudowana na planie koła, wtopiona od strony południowej w lico muru. W stosunku do wieży kościoła była ona akcentem równoważącym i zamykającym od strony przeciwległej bryłę kompozycyjną zespołu klasztoru i kościoła. Ściana od ulicy posiadała renesansowy szczyt. Do klasztoru od strony północnej dobudowano drugie, niepodpiwniczone skrzydło klasztorne o wymiarach 17 × 8,3 m.
W dolnej kondygnacji znajdowała się furta klasztorna, rozmównica, cela ksieni klasztoru, pomieszczenie dla panien świeckich, cztery cele zakonne oraz refektarz o sześciu oknach. Przy refektarzu znajdowała się biblioteka oraz kuchnia, ze spiżarnią. Na drugiej kondygnacji znajdował się refektarz letni, z celą przybudowaną do okna, sześć cel zakonnych oraz dormitarz obok wieży.
Na podwórzu, osobno, znajdowały się dwie cele, a za klasztorem od strony kościoła – rezydencja spowiednika (uprzednio budynek panien świeckich). Na północ od rezydencji spowiednika, naprzeciw okien refektarza znajdowała się gorzelnia, wystawiona przez przełożoną Komierowską w 1751 roku. Zabudowania przyklasztorne od podwórza gospodarczego oddzielał parkan. W pobliżu drogi publicznej były stajnie, wozownie oraz zabudowania gospodarcze. Za nimi znajdował się browar i rozciągały się ogrody klasztorne.
Klasztor połączony był z kościołem dwoma krużgankami. Jedno przejście łączyło celę ksieni z chórem większym, a drugie cele zakonnic z zakrystią panieńską i chórem mniejszym.

### Działalność
Klasztor klarysek w Bydgoszczy nie pozostawił kroniki, w przeciwieństwie do miejscowych konwentów bernardynów i jezuitów. Stąd informacje o jego dziejach są ubogie i fragmentaryczne.
Klasztor posiadał charakter kontemplacyjny, który wymagał odosobnienia i pewnej izolacji od gwarnych skupisk ludzkich. Od początku swego istnienia klasztor posiadał klauzurę papieską. Kapelanami i spowiednikami klarysek byli miejscowi bernardyni lub też księża diecezjalni, jak np. w 1720 roku ks. Sebastian Deszczyński, członek kolegium wikariuszy przy katedrze biskupiej we Włocławku, a w roku 1741 ks. Andrzej Czyzogórski, równocześnie proboszcz w Jaksicach i prepozyt kaplicy św. Stanisława w Bydgoszczy. Zakon bernardynów miał istotny wpływ nie tylko na duchowość sióstr, ale także na formę architektoniczną ich zabudowań kościelno-klasztornych. Znamienne jest podobieństwo formy architektonicznej, wymiarów i stylu kościoła klarysek do kościoła bernardynów bydgoskich, zbudowanego ok. 60 lat wcześniej.
W XVIII wieku z dwoma ołtarzami w kościele konwentualnym związane były bractwa kościelne. Dotyczy to ołtarzy św. Urszuli i św. Aniołów Stróżów.
Bractwo św. Urszuli powstało w 1736 roku, założone przez podprzeoryszę Mariannę Tomaszewską. Posiadało ono własny posrebrzany i pozłacany ołtarz pod wezwaniem świętej. W 1751 roku ołtarz ten otrzymał pozwolenie od władzy kościelnej na odprawienie modlitw ze specjalnym odpustem za wybawienie dusz z czyśćca w określone dni w roku.

#### Działalność edukacyjna
Mimo że klaryski stanowiły zakon kontemplacyjny, zajmowały się również kształceniem młodzieży żeńskiej. Pewną rolę, lecz mało dotąd poznaną, odegrała szkoła prowadzona przez klaryski, ucząca podstaw czytania i pisania, rachowania, uprawiania zajęć domowych i prowadzenia gospodarstwa.

#### Biblioteka klasztorna
Podczas wizytacji w 1760 roku stwierdzono, że biblioteka klasztorna zawierała 161 foliałów, ksiąg i książeczek o treści religijnej. Znajdowała się w pomieszczeniu refektarza i zawierała m.in.: biblie, kazania, psałterze, żywoty świętych, zbiór maksym cycerońskich, kroniki Królestwa Polskiego, dzieje Kościoła, ustawy kościelne, księgę o fundatorce klasztoru bydgoskiego, martyrologium kościoła łacińskiego, rozmyślania, hymny kościelne, statuty synodalne diecezji chełmińskiej oraz traktaty duchowne.

### Ważniejsze wydarzenia w klasztorze
Pierwszą wizytację klasztoru klarysek, jeszcze w pobliżu kościoła św. Idziego odbył 25 października 1617 roku biskup włocławski Paweł Wołucki. Kolejna wizytacja odbyła się w kwietniu 1619 roku już w klasztorze wzniesionym na przedmieściu Gdańskim.
Z lat 50. XVIII wieku pochodzą informacje o obniżeniu się poziomu duchowego w klasztorze, o czym informowani byli ówcześni biskupi włocławscy. Pierwsze oficjalne oskarżenia klarysek o niezgodne z regułą życia klasztornego postępowanie pochodzą z 1753 roku. W klasztorze nie przestrzegano ściśle klauzury, utworzyły się wzajemnie zwalczające się grupki, a niektóre siostry wykazywały niesubordynację wobec ksieni. W następnych latach przedstawiciele biskupa często kontrolowali klasztor oraz egzekwowali zalecenia biskupie. Wysłani do klasztoru: w 1759 roku diakon kruszwicki Sumiński oraz w 1760 roku koadiutor, biskup inflancki Antoni Kazimierz Ostrowski przedstawili bardzo szczegółowe wizytacje, dzięki którym znane są ówczesne szczegóły wyposażenia klasztoru i kościoła oraz egzystencji sióstr klarysek. Stwierdzono, że w 1759 roku w klasztorze bydgoskim panował nieporządek oraz współzawodnictwo w oczernianiu sióstr przeciwko ksieni.
Z 1755 roku odnotowano również proces sądowy, jaki klaryski wytoczyły Bartłomiejowi Głembockiemu, podkomorzemu brzeskokujawskiemu o najazd na dobra klasztorne.
15 września 1772 roku w klasztorze karmelitów bydgoskich przedstawiciel władz pruskich Johann Schönborn odebrał od zgromadzenia sióstr klarysek deklarację lojalności. 16 sióstr podpisało akt notyfikacyjny, przyjmując do wiadomości fakt oderwania miasta od Polski. Równocześnie siostry musiały ujawnić władzom swoją sytuację materialną. Poinformowały, że posiadają trzy wioski: Złotniki Kujawskie, Mochle i Petruszkę oraz podały miejsca, w których przechowywane były dokumenty dotyczące przywilejów i majętności klasztoru.

## Zakonnice
Na podstawie zachowanych, dość ubogich źródeł trudno odtworzyć skład osobowy i liczebność bydgoskiego konwentu. Brewe papieskie z 1615 roku nakazywało budowę klasztoru i kościoła dla co najmniej 12 zakonnic. W czasie konsekracji kościoła w 1645 roku biskup odebrał profesję od 11 sióstr. Można sądzić, że w XVIII wieku rzeczywista liczba klarysek przekraczała tę liczbę, o czym świadczą rozmiary zabudowań klasztornych. W 1753 roku odnotowano 20, a w 1772 roku 16 zakonnic. Na skutek zamknięcia nowicjatu w 1800 roku liczba zakonnic spadła do 8, w 1816 roku wynosiła 6, a w momencie sekularyzacji w 1834 roku, w klasztorze przebywały cztery mniszki.

### Przeorysze (ksienie) konwentu
W ciągu 220 lat istnienia konwentu, przełożonymi klasztoru były następujące osoby:
- Okres dożywotniego sprawowania funkcji przełożonej:
  - Zofia z Rozdrażewa Smoszewska (1615–1625)
  - Teodora Brelewska (1625–1651)
  - Apolinara Anna Rozdrażewska (1651–1667)
  - Teodora Orzelska (1667–1683)
  - Antonina Rapacka (1683–1696)
- Okres trzyletniej kadencyjności w sprawowaniu funkcji przełożonej:
  - Teresa Żakowska (1698–1701)
  - Katarzyna Wałdowska (1701–?)
  - Antonina Rapacka (1718–1721)
  - Cecylia Brudzińska (1721–1727)
  - Agnieszka Rzepecka (1728–1739)
  - Marianna Tomaszewska (1740–?)
  - Ludwika Rotkiewiczówna (1748–1751)
  - Agata Komierowska (1751–?)
  - Róża Garczyńska (1758–1763)
  - Aleksandra Szydłowska (1763–1767)
  - Zuzanna Orłowska (1768–?)
  - Ignacja Zborowska (1774–1780)
  - Dorota Zuzanna Węsierska (1780–1783)
  - Kolumbia Rozalia Wycechowska (1788–1789)
  - Konkordia Wardęska (1789–1799)
  - Marianna Urbańska (1800–?)
  - Salomea Krzywicka (?–1808)
  - Marianna Urbańska (1808–?)
  - Serafina Więckowska (?–1835)

## Sekularyzacja
Po przejściu Bydgoszczy pod władzę Królestwa Prus w 1772 roku rozpoczął się schyłkowy okres dla konwentu. Klasztor był zobowiązany do przedkładania władzom spisów zakonnic i osób świeckich zamieszkałych na jej terenach. Najstarszy z zachowanych tego rodzaju spisów pochodzi z 1776 roku, a dalsze z lat: 1785, 1786, 1789, 1794, 1799 i 1800. Władze pruskie wydały ponadto zakaz wstępowania do nowicjatu bez ich zezwolenia, w związku z czym liczba zakonnic od 1800 roku systematycznie malała. Pomimo takiej sytuacji ostatnie lata XVIII wieku upłynęły w klasztorze pod znakiem wielu prac remontowych i budowlanych. Zmieniono więźbę dachu nad prezbiterium, przebudowano chór, likwidując kaplicę ksieni i przesklepiając podchórze sklepieniem krzyżowym wspartym na czterech kolumnach. Zasypano też dolną partię wnętrza wieży i obudowano ją pryzmatycznymi szkarpami, przesłaniając dawne okienka strzelnicze. Zburzono również krużganek wschodni łączący klasztor z zakrystią panieńską, a także kruchtę kościelną.
Na podstawie ustawy z dnia 30 października 1810 roku rozpoczęto likwidację dóbr kościelnych. Na terenie okręgu bydgoskiego ustawy tej jednak nie wprowadzono w życie i dopiero na podstawie zarządzenia z dnia 9 sierpnia 1816 roku, nastąpiły przygotowania do ich sekularyzacji. 9 sierpnia 1819 roku władze pruskie przeprowadziły inwentaryzację klasztoru i kościoła. Wymieniono w niej m.in. następujące zabudowania: klasztor, stajnię, remizę, browar, dom spowiednika, a poza tym dwa ogrody i grunt w Czarnkowie. Aktywa majątku klasztornego w hipotekach i listach stawnych obliczone zostały na 25 tys. marek.
W 1819 roku dokonano częściowej parcelacji dóbr klasztoru. Tereny i zabudowania w okolicy dzisiejszej ul. Jagiellońskiej i Parkowej wziął w dzierżawę drukarz i burmistrz Bydgoszczy Andreas Friedrich Gruenauer, który wybudował frontowy dom przy dzisiejszej ul. Jagiellońskiej i oficynę wzdłuż ulicy Parkowej. Od 1820 roku na terenie tej nieruchomości czynna była drukarnia (od 2007 roku Galeria „Drukarnia”).
Na podstawie zarządzenia władz z dnia 16 stycznia 1834 roku nastąpić miała kasacja klasztoru, przy czym zabudowania klasztorne miały być przekazane gospodarce miejskiej z przeznaczeniem na szkołę. Częściowe przejęcie klasztoru przez władze miejskie nastąpiło 27 czerwca 1834 roku, przy czym w klasztorze pozostała jeszcze przełożona, trzy zakonnice oraz spowiednik. Proces sekularyzacji zakończył się dekretem z 18 kwietnia 1835 roku, który nakazał przesiedlenie zakonnic do Gniezna. Budynki klasztorne przekazano miastu, zaś los kościoła klarysek pozostawiono w gestii indywidualnej decyzji nadprezydenta Wielkiego Księstwa Poznańskiego Eduarda Flottwella.

## Zespół klasztorny po sekularyzacji
Oficjalne przejęcie kościoła i zabudowań klasztornych przez władze miejskie nastąpiło 3 listopada 1835 roku. Został też opracowany plan podziału fragmentów wyposażenia kościoła, i tak m.in. do Osielska przekazano ołtarz boczny, do Sypniewa ołtarz wielki, a kościół farny w Bydgoszczy otrzymał żelazną kratę, jeden z ołtarzy bocznych oraz płytę nagrobną Zofii Smoszewskiej. Inne sprzęty i paramenty (dzwony, dwa pozytywy organowe, obrazy, relikwie, ornaty, srebrne naczynia liturgiczne) trafiły do kościołów w Nakle, Wtelnie, Łopiennie, Dobrczu, Solcu, Górze oraz do pojezuickiej świątyni św. Ignacego Loyoli w Bydgoszczy.
Część ogrodu, pola i łąki ze stawem przekazano rejencji bydgoskiej. Siostrom pozwolono też zabrać ze sobą do Gniezna obrazy św. Klary w srebrnej sukni i Matki Boskiej. Srebrną pieczęć klasztorną, akt erekcyjny, wszelkie dokumenty i akta o historycznym znaczeniu przekazano do archiwum prowincjonalnego.

### Dzieje kościoła
Kościół po sekularyzacji przeznaczano na różne cele. Początkowo znajdował się w nim magazyn, a w zachodniej jego części umieszczono wagę miejską. W 1848 roku huragan poważnie uszkodził wieżę, w rok później zniesiono górną jej część i pokryto zwykłym, stożkowym dachem. W 1875 roku kościół zajęła straż pożarna, co pociągnęło za sobą dewastację budowli. W ścianie południowej wybito wówczas w murze trzy bramy, a jedną w ścianie zachodniej. Prezbiterium przebudowano na mieszkanie dla komendanta. W 1890 roku Towarzystwo Historyczne Obwodu Nadnoteckiego wykorzystało chór kościoła jako magazyn zbiorów archeologicznych i historycznych. W 1901 roku odbudowano hełm wieży, według projektu konserwatora Ferdynanda von Quasta z 1844 roku i umieszczono na niej zegar z dwoma tarczami.
W latach 1920–1922 przeprowadzono prace, które miały na celu przywrócenie sakralnej funkcji kościołowi. Usunięto naleciałości pruskie, wzmocniono mury, odnowiono wnętrze, zabezpieczono strop kasetonowy, zbudowano ambonę. 3 grudnia 1922 roku odbyło się uroczyste poświęcenie reaktywowanego kościoła, a od 1925 roku konsekracja pod wezwaniem Wniebowzięcia Najświętszej Marii Panny. W czasie II wojny światowej kościół był zamknięty, a po wyzwoleniu został ponownie przywrócony kultowi religijnemu. Kolejne prace konserwatorskie zostały przeprowadzone w latach 1950–1957. W 1955 roku rewindykowano z Sypniewa pierwotny ołtarz główny kościoła klarysek, a później także z cmentarza Starofarnego w Bydgoszczy kratę żelazną, oddzielającą prezbiterium od nawy. Od 1972 roku jest kościołem akademickim, a od 1993 roku duszpasterstwo sprawują w nim Bracia Mniejsi Kapucyni.

### Dzieje klasztoru
Po kasacji klasztoru w 1835 roku budynek klasztorny przejął zarząd miejski. Przeznaczono go nie na szkołę, jak to początkowo projektowano, lecz na cele lecznictwa szpitalnego. W związku ze wzrostem liczby pacjentów zaistniała konieczność rozbudowy gmachu. W latach 1861–1863, pomiędzy kościołem a klasztorem od zachodu wyburzono piętrowy łącznik wraz z bramą klasztorną, zaś w 1878 roku budynek główny został przebudowany i otrzymał reprezentacyjną elewację od ulicy Gdańskiej, zachowaną do dziś. Szpital miejski mieścił się tu do roku 1937, kiedy oddano do użytku nowy szpital miejski przy ul. Curie-Skłodowskiej. Od 1946 roku w budynku poklasztornym mieści się Muzeum Okręgowe im. Leona Wyczółkowskiego.